# Яворница (дем Бер)
 Тази статия е за берското село в Егейска Македония, Гърция.  За селото в България вижте Яворница.  За други значения на Трилофос вижте Трилофос.
Яворница (на гръцки: Τρίλοφος, Трилофос или Τρίλοφο, Трилофо, катаревуса: Τρίλοφον, Трилофон, до 1926 Διαβόρνιτσα, Дяворница, до 1954 Νέα Κούκλενα или Νέα Κούκλαινα, Неа Куклена) е село в Република Гърция, дем Бер (Верия) на област Централна Македония.

## География
Селото е разположено в Солунското поле, на 160 m надморска височина на 7 km северно от демовия център Бер (Верия) и на 5 km югозападно от село Янчища (Агиос Геогриос).

## История
Край Яворница има археологически обект, обявен в 1962 година за паметник на културата.

### В Османската империя
В XIX век Яворница е село в Берска каза на Османската империя. Според гръцки източници селото е гръцкоговорещо. Александър Синве („Les Grecs de l’Empire Ottoman. Etude Statistique et Ethnographique“) в 1878 година пише, че в Диарарнице (Diararnitzé), Берска епархия, живеят 150 гърци. В 1900 година според Васил Кънчов („Македония. Етнография и статистика“) в селото живеят 72 българи християни. По данни на секретаря на Българската екзархия Димитър Мишев („La Macédoine et sa Population Chrétienne“) в 1905 година в Яворница (Yavornitza) има 96 българи патриаршисти гъркомани. В 1906 година според Патриаршеската статистика в селото има 12 патриаршистки семейства власи.
В 1910 година в Яворница (Γιαβόρνιτσα) има 52 жители патриаршисти.

### В Гърция
През Балканската война в 1912 година в селото влизат гръцки части и след Междусъюзническата в 1913 година Яворница остава в Гърция.
В 1913 година Панайотис Деказос, отговарящ за земеделието при Македонското губернаторство, споменава Яворница като село обитавано от „25 семейства, от които повечето елинофони патриаршисти и малко турски“ (25 οικογένειες, εκ των οποίων οι περισσότερες ελληνόφωνες πατριαρχικές και λίγες τουρκικές).
В „Етнография на Македония“, издадена в 1924 година, Густав Вайганд описва Яворница като гръцко село на българо-гръцката езикова граница:
| „ | Започвайки от североизток, за граница служи Вардар от неговото устие до вливането на Караасмак, след това новопостроеният, а не старият селски път почни наблизо до Верея (Бер) до селата Микрош и Туркохори, едното има смесено население от българи и гърци, след това, следвайки железопътната линия, стига до Няуста (Негуш), която въпреки че е български град, е напът да бъде гърцизирана, защото голяма част от жителите му говорят в семейството си гръцки. Селата Тарман и Ая Марина са български. Гръцките гранични села следователно са Плати, Палйохори, чиито жители са дошли от Кулакия, Гида, Ресна, Пископи (също известен брой български семейства), Кавашла, Ставрос, Микрос или Микровутци, Туркохори (българи и гърци), Яворница, Рупен, Няуста. | “ |

При преброяването от 1913 година в селото има 123 мъже и 133 жени.
В 20-те години в селото са заселени гърци бежанци от пловдивското село Куклен и съответно в 1926 година селото е прекръстено на Неа Куклена, в превод Нов Куклен. В 1928 година Неа Куклена е смесено местно-бежанско селище със 105 бежански семейства и 505 жители бежанци.
По време на Гражданската война, през пролетта на 1947 година, жителите на селото са насилствено изселени от властите.
В 1954 година селото е прекръстено на Трилофон, в превод Трихълмие. В 1987 година Спирос Лукатос посочва „език на жителите гръцки“ (γλώσσα κατοίκων ελληνική).
Населението произвежда овошки - праскови и ябълки, и пшеница. Част от землището на селото се напоява.
Църквата в селото „Свети Димитър“ е построена върху по-стар храм. Край селото в 1959 година е издигната „Свети Атанасий“.
| Година    | 1913 | 1920 | 1928 | 1940 | 1951 | 1961 | 1971 | 1981 | 1991 | 2001 | 2011 | 2021 |
| --------- | ---- | ---- | ---- | ---- | ---- | ---- | ---- | ---- | ---- | ---- | ---- | ---- |
| Население | 223  | 242  | 666  | 644  | 675  | 834  | 666  | 687  | 818  | 661  | 615  | 522  |